# Tušovičky
Tušovičky jsou malá vesnice, která je základní sídelní jednotkou obce Tušovice v okrese Příbram ve Středočeském kraji. Nacházejí se asi jeden kilometr severozápadně od Tušovic. V roce 2011 zde trvale žilo osm obyvatel.